# Anne Jean Marie René Savary
Anne Jean Marie René Savary, primer duque de Rovigo (Marcq, Ardenas, 26 de abril de 1774 - París, 2 de junio de 1833), fue un general y diplomático francés.

## Biografía
Estudió en la Universidad de St Louis en Metz y entró en el ejército real en 1790. Su primera campaña fue que la que libró el general Custine contra las fuerzas en retirada del duque de Brunswick en 1792. Sirvió sucesivamente con Pichegru y Moreau, y se distinguió en la habilidosa retirada de una posición insostenible en el corazón de Suabia. Se convirtió en chef d'escadron en 1797, y en 1798 sirvió al mando del general Louis Desaix, en la campaña egipcia, en la que realizó una labor interesante y valiosa.

## Actividad militar
También se distinguió a las órdenes de Desaix en la Batalla de Marengo (14 de junio de 1800). Su fidelidad y habilidad al servicio de Desaix, que murió en Marengo, le aseguró la confianza de Napoleón Bonaparte, quien le nombró al mando del cuerpo especial de gendarmes encargados de velar por el Primer Cónsul. Demostró gran habilidad al descubrir todas las ramificaciones de la conspiración de Georges Cadoudal y Pichegru contra el Primer Cónsul. Fue al acantilado de Biville, en Normandía, donde los conspiradores tenían la costumbre de desembarcar e imitó las señaes de los conspiradores para conseguir que el conde de Artois (luego Carlos X) llegara a tierra. En este caso, no tuvo éxito.
Estaba al mando de las tropas en Vincennes cuando el duque de Enghien fue ejecutado sumariamente. Hulin, que presidió el consejo de guerra, acusó más tarde a Savary, aunque no directamente, de haber intervenido para evitar el recurso de misericordia que estaba preparando para Bonaparte. Savary después lo negó, aunque no se le creyó.
En febrero de 1805 fue elevado al rango de general de división. Poco antes de la batalla de Austerlitz (2 de diciembre de 1805), Napoleón lo envió con un mensaje al emperador Alejandro I con una solicitud de armisticio, un señuelo que indujo al monarca ruso a atacar con más fuerza, lo que ocasionó el desastre a su ejército. Después de la batalla, Savary volvió a llevar un mensaje al Zar, que lo convenció a negociar un armisticio. En la campaña de 1806, Savary mostró una señalada audacia en la persecución de los prusianos después de la batalla de Jena. Estaba negociando durante el Asedio de Hameln. A principios del año siguiente recibió el mando de un cuerpo, y con él obtuvo un éxito importante en Ostrolenka (16 de febrero de 1807). [1]

## Intrigas en Rusia y España
Después del tratado de Tilsit (7 de julio de 1807), Savary se dirigió a San Petersburgo como embajador francés, pero pronto fue reemplazado por el general Caulaincourt, otro responsable de la ejecución del duque de Enghien. Se dice que el rechazo de la Zarina viuda a Savary fue una de las razones de su retiro, pero es más probable que Napoleón sintiera la necesidad de sus habilidades para la intriga en los asuntos españoles que emprendió a fines de 1807. Con el título de duque de Rovigo (un pequeño pueblo de Venecia), Savary se dirigió a Madrid cuando los planes de Napoleón para obtener el dominio de España estaban a punto de completarse. Con Murat, Savary hizo un uso hábil de las disensiones en la familia real española (marzo-abril de 1808) y persuadió a Carlos IV de España, que había abdicado recientemente bajo coacción, y a su hijo Fernando VII, el rey de facto de España, para que lo refirieran sus reclamos a Napoleón. Savary indujo a Fernando a cruzar los Pirineos y dirigirse a Bayona, un paso que le costó su corona y su libertad hasta 1814.
En septiembre de 1808, Savary acompañó al emperador a la famosa reunión en el Congreso de Erfurt con Alejandro I. En 1809 participó, aunque sin distinción, en la campaña contra Austria.

## Intrigas en Francia
Al caer en desgracia Fouché, en la primavera de 1810, Savary recibió el ministerio de policía. Allí mostró su habilidad y devoción a Napoleón; y esta oficina, que el jacobino Fouche había despojado de sus terrores, ahora se convirtió en una verdadera inquisición. Entre los incidentes de su tiempo se puede citar la brutalidad cínica con la que Savary llevó a cabo la orden de Napoleón por el exilio de Mme de Staël y la destrucción de su obra De l'Allemagne. Sin embargo, la cautela de Savary tuvo la culpa en el momento de la extraña conspiración del general Malet, dos de cuyos confabulados lo atraparon en su cama y lo encarcelaron durante unas horas (23 de octubre de 1812). La reputación de Savary nunca se recuperó del ridículo causado por este evento. [1] Napoleón le otorgó el título de “duché grand-fief” (un honor raro, nominal pero hereditario) de Rovigo, (el ducado se extinguió en 1872).

## Fidelidad bonapartista
Fue uno de los últimos en abandonar al emperador en el momento de su abdicación (11 de abril de 1814) y uno de los primeros en recibirle en su malogrado regreso (Cien Días) de Elba en 1815, cuando se convirtió en inspector general de la gendarmería y Par de Francia. Después de la batalla de Waterloo, acompañó al emperador a Rochefort y navegó con él a Plymouth en el HMS Bellerophon. No se le permitió acompañarlo a Santa Elena, pero fue sometido a varios meses de "internamiento" en Malta. Escapando de allí, se dirigió a Esmirna, donde se estableció por un tiempo. Luego viajó con ciertas dificultades, pero finalmente se le permitió regresar a Francia y recuperó los derechos cívicos; más tarde se estableció en Roma.

## Últimos días.
La Revolución de Julio (1830) lo trajo nuevamente a favor y en 1831 recibió el mando del ejército francés en Argelia. Mientras estaba al mando en Argel, se alejó de las autoridades civiles francesas con su trato altivo hacia los líderes árabes. Fue responsable del exterminio de la tribu local de Al'Ouffia y de la muerte de varios líderes árabes a quienes atrajo en las negociaciones. [Cita requerida] La mala salud lo obligó a regresar a Francia, y murió en París en junio de 1833.
- Datos: Q564763
- Multimedia: Anne Jean Marie René Savary / Q564763